# Prison Playbook
Prison Playbook (슬기로운 감빵생활?, Seulgiro-eun gamppangsaenghwalLR, lett. "Una saggia vita in prigione") è un drama coreano trasmesso su tvN dal 22 novembre 2017 al 18 gennaio 2018. In lingua italiana è stato distribuito da Netflix.

## Trama
Kim Je-hyuk era il migliore lanciatore di rilievo della Corea, finché, difendendo la sorella da un assalitore, è stato condannato ad un anno di carcere per aver abusato della forza. In prigione è sorvegliato dal suo migliore amico, Lee Joon-ho.

## Personaggi
- Kim Je-hyuk, interpretato da Park Hae-soo e Lee Tae-sun (da giovane)
- Lee Joon-ho, interpretato da Jung Kyung-ho e Lee Do-hyun (da giovane)
- Kim Ji-ho, interpretata da Krystal Jung, Shin Rin-ah (da bambina) e Lee Chae-yoon (da adolescente)
- Kim Je-hee, interpretata da Lim Hwa-young
- Madre di Je-hyuk e Je-hee, interpretata da Ye Soo-jung
- Lee Joon-dol, interpretato da Kim Kyung-nam
- Jo Ji-ho, interpretato da Sung Dong-il
- "Professor Myung", interpretato da Jung Jae-sung
- Gal Dae-bong "Farabutto buono a nulla", interpretato da Lee Ho-chul
- Kim Min-chul "Prigioniero veterano", interpretato da Choi Moo-sung
- Kang Chul-doo "KAIST", interpretato da Park Ho-san
- Lee Joo-hyung "Jang Bal-jang", interpretato da Kang Seung-yoon
- Go Park-sa "Dottor Go", interpretato da Jung Min-sung
- Yoo Han-yang "Chaebol da due generazioni", interpretato da Lee Kyu-hyung
- Dong-ho "Barbone", interpretato da Ahn Chang-hwan
- Yoo Jeong-woo "Capitano Yoo", interpretato da Jung Hae-in
- Kim Young-cheol "Recluso", interpretato da Kim Sung-cheol
- Assistente capo Chief Paeng, interpretato da Jung Woong-in

## Ascolti
| Episodio | Data di trasmissione | Dati AGB            | Dati AGB                   | Dati TNMS |
| Episodio | Data di trasmissione | A livello nazionale | Area metropolitana di Seul | Dati TNMS |
| -------- | -------------------- | ------------------- | -------------------------- | --------- |
| 1        | 22 novembre 2017     | 4,638%              | 4,816%                     | 5,1%      |
| 2        | 23 novembre 2017     | 5,381%              | 5,900%                     | 5,1%      |
| 3        | 29 novembre 2017     | 4,698%              | 5,336%                     | 4,9%      |
| 4        | 30 novembre 2017     | 5,468%              | 6,644%                     | 5,3%      |
| 5        | 6 dicembre 2017      | 5,612%              | 6,518%                     | 5,7%      |
| 6        | 7 dicembre 2017      | 5,847%              | 6,260%                     | 6,2%      |
| 7        | 13 dicembre 2017     | 6,388%              | 6,942%                     | 7,1%      |
| 8        | 14 dicembre 2017     | 6,774%              | 7,409%                     | 7,0%      |
| 9        | 20 dicembre 2017     | 7,313%              | 8,376%                     | 7,4%      |
| 10       | 21 dicembre 2017     | 7,910%              | 8,809%                     | 7,7%      |
| 11       | 3 gennaio 2018       | 9,095%              | 10,139%                    | 8,7%      |
| 12       | 4 gennaio 2018       | 9,393%              | 10,511%                    | 9,6%      |
| 13       | 10 gennaio 2018      | 10,142%             | 11,077%                    | 10,2%     |
| 14       | 11 gennaio 2018      | 10,615%             | 11,531%                    | 11,3%     |
| 15       | 17 gennaio 2018      | 10,477%             | 11,620%                    | 10,9%     |
| 16       | 18 gennaio 2018      | 11,195%             | 12,299%                    | 10,9%     |
| Media    | Media                | 7,559%              | 8,386%                     | 7,6%      |
| Speciale | 27 dicembre 2017     | 5,110%              | 5,658%                     | 5,3%      |

## Colonna sonora
1. OK – Bewhy
2. The Door (문) – Kang Seung-yoon, Mino
3. Like A Dream (꿈만 같아) – Park Bo-ram
4. Bravo, My Life! – Eric Nam
5. Would Be Better (좋았을걸) – Heize
6. Nostalgia (향수) – Woo Won-jae
7. No Problem (괜찮아) – CNU, Baro (B1A4)
8. That's The Way It Goes (다이런거지뭐) – DAVII ft. Kim Min-jae (REAL.BE)
9. Those Days (Without You) (하루일과) – Zion.T
10. How Strange (희한하네) – Rhythm Power

## Riconoscimenti
- Korean Cable TV Award[4]
  - 2018 – Miglior drama
- Baeksang Arts Award[5][6]
  - 2018 – Miglior attore non protagonista a Park Ho-san
  - 2018 – Attore più popolare a Jung Hae-in
  - 2018 – Candidatura Miglior regista a Shin Won-ho
  - 2018 – Candidatura Miglior sceneggiatura a Jung Bo-hoon
  - 2018 – Candidatura Miglior nuovo attore a Park Hae-soo
- APAN Star Award[7]
  - 2018 – Miglior attore non protagonista a Park Ho-san
  - 2018 – Candidatura Premio all'eccellenza, attore in una miniserie a Park Hae-soo
- The Seoul Award[8]
  - 2018 – Miglior nuovo attore a Park Hae-soo
  - 2018 – Candidatura Miglior attore non protagonista a Park Ho-san